# Chlidonini
Chlidonini (лат.) — триба жуков-усачей из подсемейства настоящих усачей (Cerambycinae). Встречаются в Афротропике (Мадагаскар).

## Описание
Тело удлиненное, среднего размера, длина от 10 до 40 мм, красновато-коричневые и черные. Ноги тонкие и длинные. Глаза в основном почковидные, цельные (не полностью разделены на верхнюю и нижнюю доли). Усики в основном нитевидные, 11-члениковые, короткие, не выходят за кончик брюшка. Переднеспинка в целом удлиненная (заметно длиннее ширины); боковые края переднеспинки невооруженные, без отчетливых шипов и бугорков. Вершины надкрылий без отчетливых шипов.

## Классификация
Триба включает 2 рода и 7 видов. В составе трибы:
- Chlidones Waterhouse, 1879 — Мадагаскар
  - Chlidones albostrigatus Fairmaire, 1897
  - Chlidones apicalis Fairmaire, 1902
  - Chlidones hova (Nonfried, 1895)
  - Chlidones insignicollis Fairmaire, 1897
  - Chlidones lineolatus Waterhouse, 1879
  - Chlidones rufovarius Fairmaire, 1901
- Derbidia Fairmaire, 1901 — Мадагаскар
  - Derbidia perelegans Fairmaire, 1901[4]